# Matejovce nad Hornádom
Matejovce nad Hornádom – wieś (obec) na Słowacji położona w kraju koszyckim, w powiecie Nowa Wieś Spiska. Pierwsze wzmianki o miejscowości pochodzą z roku 1320.
Według danych z dnia 31 grudnia 2012, wieś zamieszkiwało 505 osób, w tym 261 kobiet i 244 mężczyzn.
W 2001 roku pod względem narodowości i przynależności etnicznej 91,38% mieszkańców stanowili Słowacy, a 8,62Romowie.
Ze względu na wyznawaną religię struktura mieszkańców kształtowała się w 2001 roku następująco:
- Katolicy rzymscy – 89,87%
- Grekokatolicy – 0,22%
- Ewangelicy – 0,22%
- Ateiści – 0,65%
- Nie podano – 8,84%

W miejscowości jest przystanek kolejowy Matejovce nad Hornádom.